# Sperone (Kampanien)
Sperone ist eine italienische Gemeinde mit 3596 Einwohnern (Stand 31. Dezember 2023) in der Provinz Avellino in der Region Kampanien.

## Geografie
Die Nachbargemeinden sind Avella, Baiano und Visciano (NA).